# バカリゲム
『バカリゲム』は、CS放送局のフジテレビONEで放送されているゲーム番組、バラエティ番組である。2025年4月12日放送開始。2時間台本なし編集なしの生放送スタイル。FODでも配信されている。英語表記はMCバカリズムに合わせてBAKARHYGAME

## 概要
放課後、新しいゲームを買って友達と一緒にワクワクしながら家に帰ったあの日のことを覚えているだろうか？
互いにコントローラーを握りながら、主人公キャラクターの設定で喧々諤々したり、攻略法で悩んだり、週末観に行く映画の話をしたり、秘めた悩みを相談したり・・・。
ゲームはゲームをするためだけにあったのではなく僕らの大切なコミュニケーションツールだった。
芸人、俳優、脚本家と多種多様なフィールドで活躍の幅を広げる稀代のエンターテイナー、バカリズム。『バカリゲム』とは、ゲーム好きのバカリズムと仲良しゲストがゲームをしながらゆる～っとトークする新感覚おしゃべりバラエティ！！
バカリズムが毎回豪華ゲストとともに話題の新作ゲームを開封！オープニングからゲームを楽しんでいく。しかしときにはコントローラーを置いて
お菓子を食べたり、雑談をしたり、昔夢中になったゲームを振り返ったり、普段テレビでは見られない自然体の二人を“カメラを止めない生放送スタイル”（初回は収録）でお届け！
視聴者は『バカリゲム』とともに、かつて友達とゲームに明け暮れ、楽しかったあの日にタイムスリップ！童心に帰り、ワクワクしっぱなしの2時間はあなたの心に究極のご褒美を与えること間違いなし！

## 出演者
- MC：バカリズム      同居人：バムさん（犬型パペット）
- ゲスト：
- ＃１　日村勇紀（バナナマン）
- ＃２　柴田英嗣（アンタッチャブル）
- ＃３　ケンドーコバヤシ
- ＃４　Bose（スチャダラパー）
- ＃５　陣内智則

## スタッフ
- ナレーター：藤井弘輝（フジテレビアナウンサー）※地上波版のみ
- 構成：酒井健作
- TP：児玉洋
- TM：橋本雄司
- TD：上田軌行
- CAM：藤田銀矢
- 美術：矢野雄一郎
- デザイン：飯塚洋行
- ディレクター：安井達哉
- 演出：林圭祐
- AP：武井俊人
- 協力プロデューサー：菅剛史（ガスコイン・カンパニー）
- プロデューサー：太田茂憲
- 企画・チーフプロデューサー：門澤清太
- 制作協力：IVS41
- 制作著作：フジテレビジョン